# Chrysis succincta
Chrysis succincta is een vliesvleugelig insect uit de familie van de goudwespen (Chrysididae). De wetenschappelijke naam is  gepubliceerd in 1767 door Linnaeus.